# Schlossplatz (Coburg)
Der Coburger Schlossplatz zählt zu den bemerkenswerten Platzgestaltungen in Bayern. Die weiträumige Platzanlage ist als Vorhof zum Schloss Ehrenburg gestaltet und liegt im Zentrum der ehemaligen Residenzstadt Coburg.
Der Schlossplatz wurde unter Herzog Ernst I. ab 1825 mit dem Abriss der östlichen Häuser der Grafengasse und dem 1835 folgenden Abbruch der alten Wirtschafts- und Nebengebäude des Schlosses, die diesem nördlich vorgelagert waren, angelegt. Er entstand in seiner heutigen Gestaltung als repräsentativer Platz bis 1849 im historischen und klassizistischen Stil unter Mitwirkung von Karl Friedrich Schinkel und Peter Joseph Lenné.

## Gestaltung
An der Südseite des Schlossplatzes liegt das Schloss Ehrenburg mit seinem Hof. Ab 1816 wurden die Fassaden des nördlichen Schlossteils am Schlossplatz nach Entwürfen von Schinkel in neugotischem Stil umgestaltet. Neben dem Schloss, getrennt durch die Wettiner-Anlage, ist auf östlicher Seite der ehemalige Marstall angeordnet. Das lang gestreckte Gebäude, um 1685 errichtet, wurde 1885 in Neurenaissanceformen umgebaut.
Schräg gegenüber vom Schloss wird der Schlossplatz auf der nördlichen Platzseite durch das Landestheater Coburg begrenzt, das 1837 bis 1840 nach Plänen des herzoglichen Bauinspektors Carl Balthasar Harres, einem Schüler Schinkels und des Baurats Vincenz Fischer-Birnbaum errichtet wurde. Östlich neben dem Theater steht das ehemalige Palais Edinburgh, seit 1939 Sitz der Industrie- und Handelskammer zu Coburg. Das Gebäude, im Kern von 1846, wurde 1865 durch den Baumeister Georg Konrad Rothbart im Stil der Neurenaissance modernisiert.
Auf der westlichen Seite des Schlossplatzes liegt die Grafengasse, deren Bürgerhäuser durch Bäume verdeckt sind. In dieser Grünanlage befindet sich ein Gedenkstein für Melchior Franck und eine von Heinrich Scheler neugotisch gestaltete Wettersäule aus dem Jahr 1882, die im Jahr 2008 umfassend saniert wurde.
Im Osten ist der Platz durch die langgestreckten Arkaden begrenzt, welche über Treppen einen Zugang zum höher gelegenen Hofgarten bieten. Die Arkaden entstanden 1843 nach Plänen von Hermann Nicolai. In die Stützmauerkonstruktion ist ein fünfachsiger, vorspringender Baukörper integriert, in dem von 1845 bis 1918 die Schlosswache untergebracht war und heute das Ehrenmal der Stadt Coburg beherbergt. Auf der südlichen Seite werden die Arkaden durch die ehemalige Reithalle von 1852 abgeschlossen, am nördlichen Ende gehen sie in die dunkle Allee über, die dem 1803 zugeschütteten Wallgraben folgt.
In der Achse des Ehrenhofes des Schlosses steht auf dem Platz das Denkmal für Herzog Ernst I., mit Blickrichtung Hofgarten. Ein Blumengarten-Rondell, dessen Achsen um 45° gegenüber den Achsen des Schlosses verdreht sind, umringt das Denkmal. Das Standbild beauftragte 1847 sein Sohn Ernst II. beim Bildhauer Ludwig Schwanthaler in München. Das Postament entwarf der Coburger Hofbaumeister Carl Friedrich Wilhelm Streib. Die feierliche Enthüllung der aus zwei eingeschmolzenen französischen Kanonen gegossenen Statue fand am 17. August 1849 statt.

## Nutzungen
Bis zum Beginn des Ersten Weltkrieges nutzte das in Coburg stationierte III. Bataillon des 6. Thüringischen Infanterieregiments Nr. 95 den Schlossplatz für seine Paraden. An Sonntagnachmittagen spielte eine Militärkapelle. In den 1920er Jahren war der Schlossplatz öfters, wie am Coburger Blutsonnabend, Versammlungsplatz von Demonstranten.
Heute darf auf dem Schlossplatz abends bei Vorstellungen im Landestheater mit dem Personenkraftwagen geparkt werden. Daneben wird er als Veranstaltungsplatz, beispielsweise bei Open-Air-Konzerten genutzt. Erste Planungen für eine Schlossplatz-Tiefgarage gab es 1977, 1988 stimmte die oberste Baubehörde in München dieser aus Kosten- und Denkmalschutzgründen nicht zu.

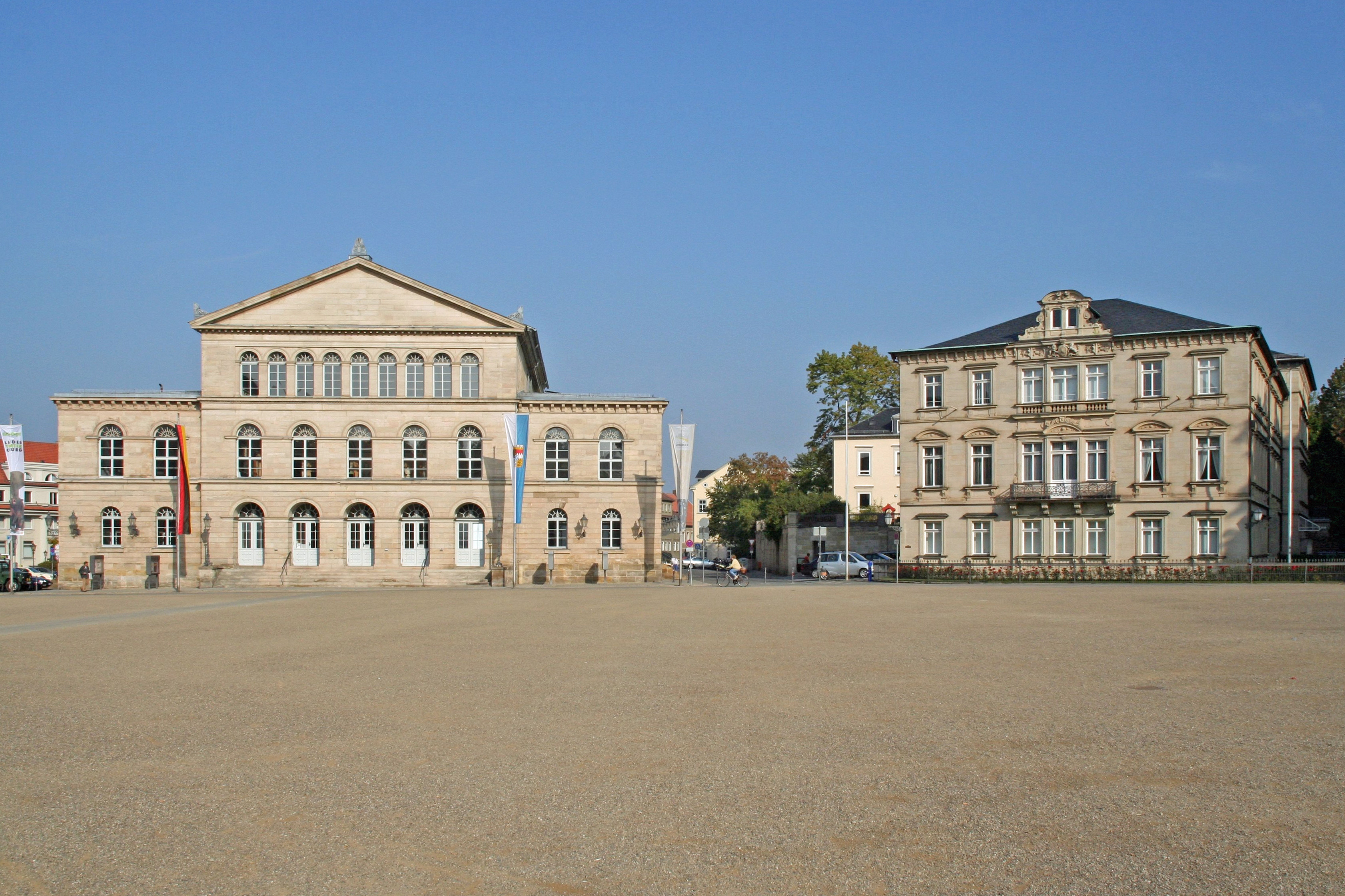
Landestheater und Palais Edinburgh
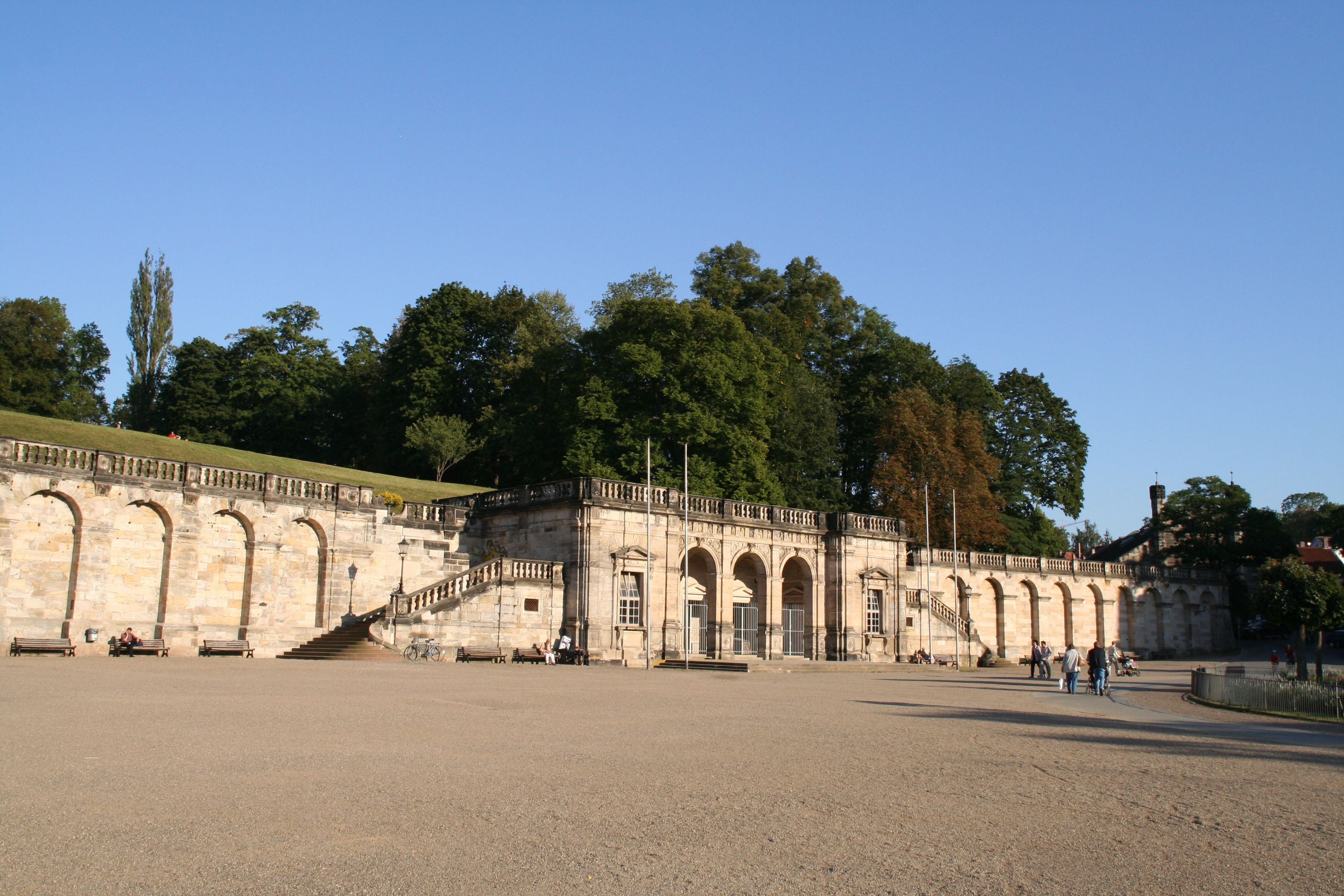
Arkaden
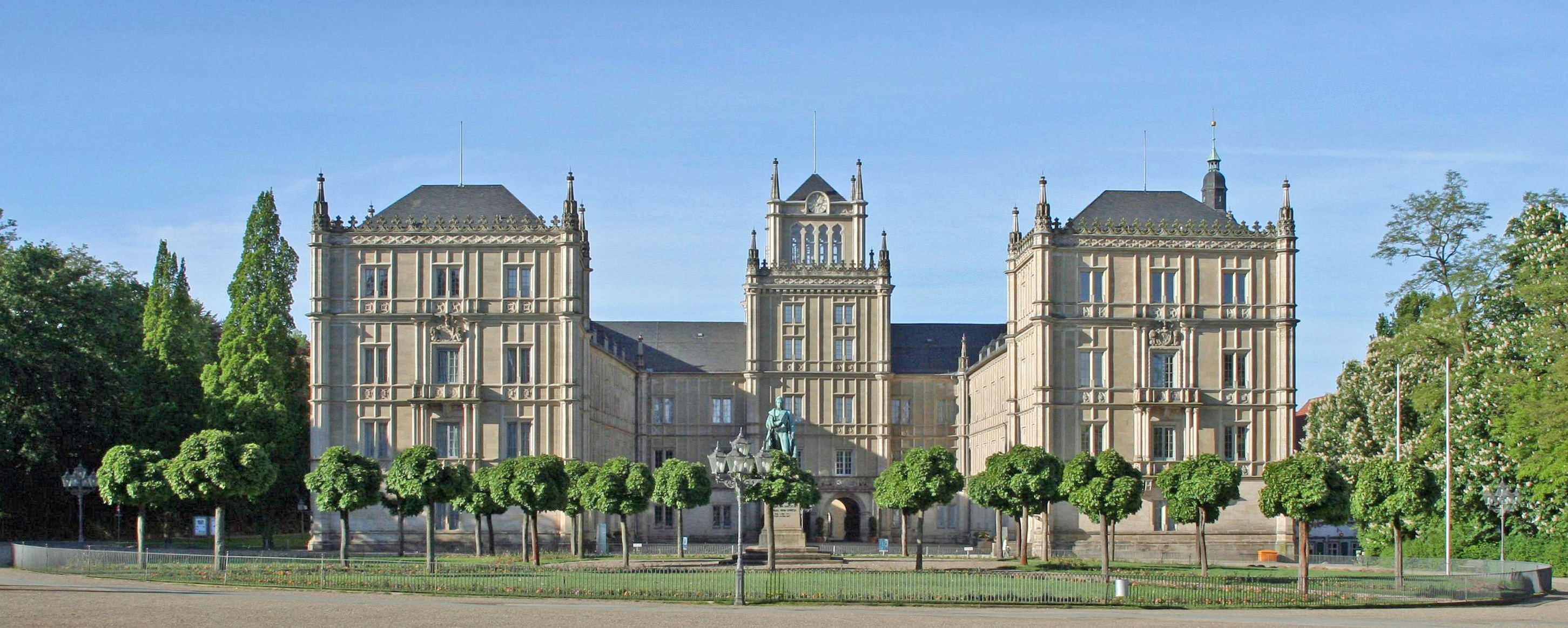
Schloss Ehrenburg
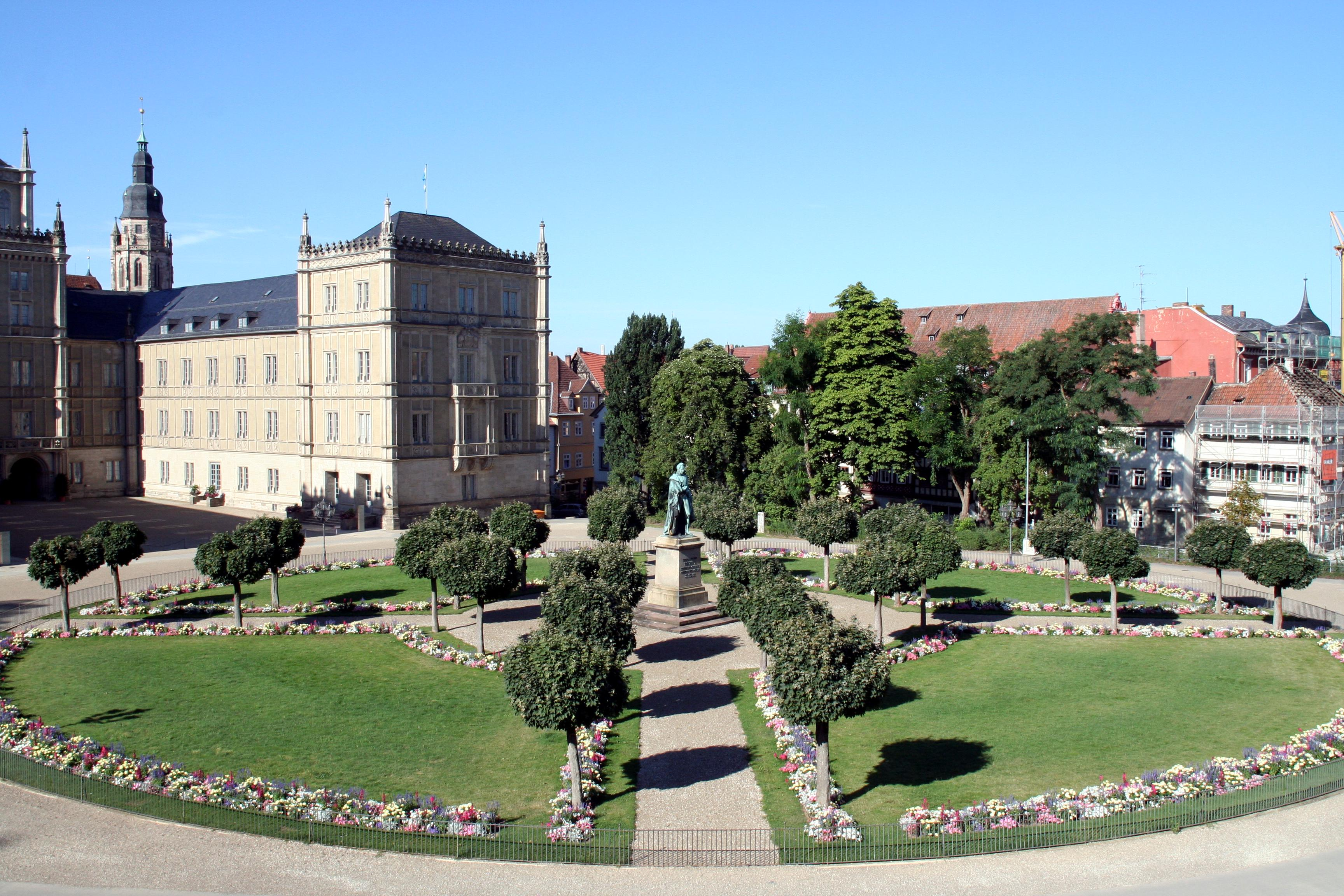
Rondell und Denkmal für Herzog Ernst I.
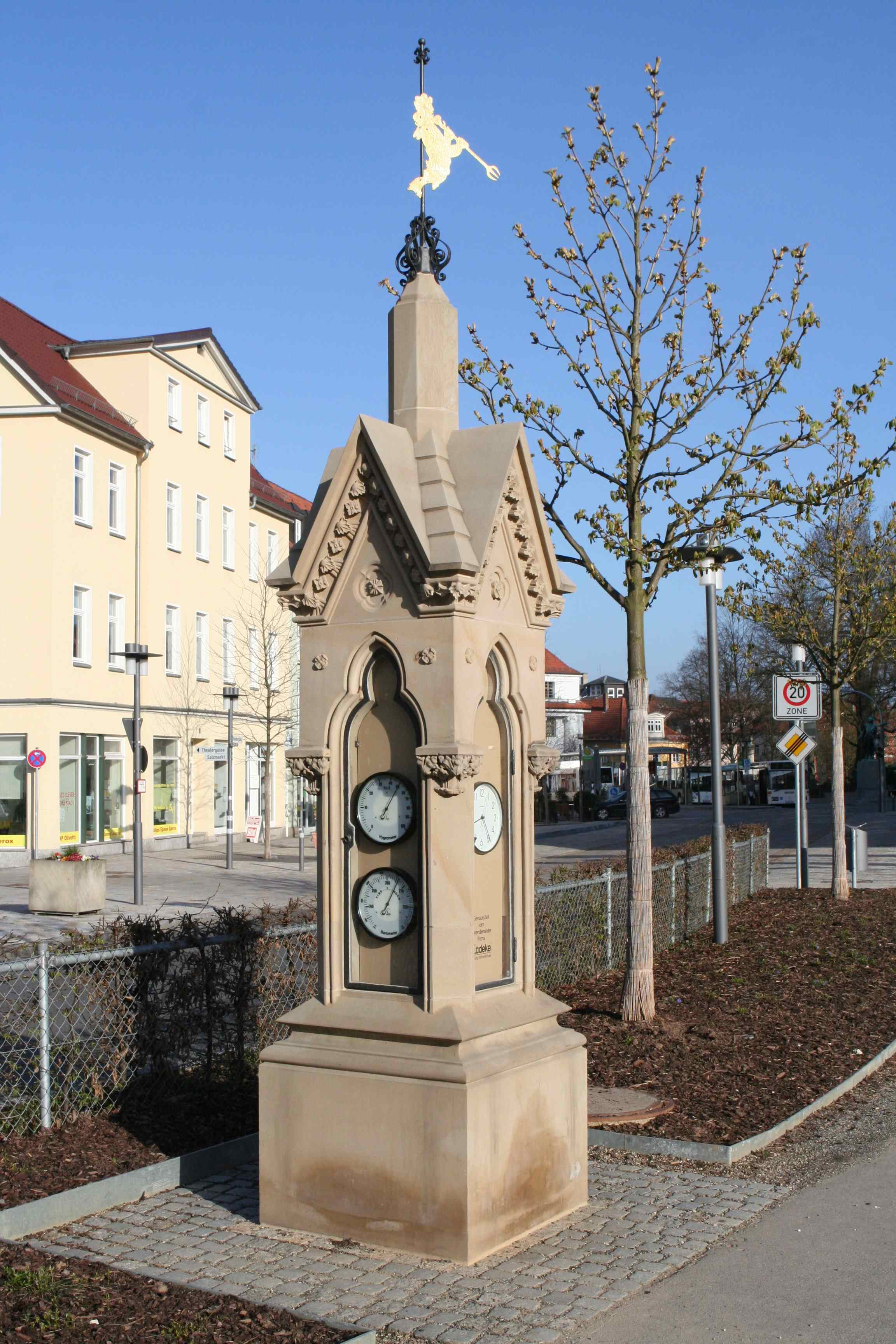
Wettersäule